# 헤라클레스: 레전드 비긴즈
《헤라클레스: 레전드 비긴즈》(The Legend of Hercules)는 2014년 공개된 미국의 영화이다.

## 줄거리
기원전 1200년 고대 그리스, 왕 암피트리온은 권력욕에 눈이 멀어 여러 왕국을 정복하며 아내 알크메네의 분노를 산다. 여왕은 신들에게 도움을 청하고, 제우스는 알크메네를 통해 헤라클레스라는 이름의 영웅을 잉태시킨다. 암피트리온은 새로 태어난 아들을 알키데스라 부르지만, 알크메네는 비밀리에 그의 진짜 이름이 헤라클레스임을 알려준다. 20년 후, 알키데스는 크레타의 공주 헤베와 사랑에 빠진다. 어느 날, 알키데스와 그의 형 이피클레스는 강력한 네메아 사자에게 공격받지만 헤라클레스가 사자를 제압한다. 이피클레스는 공로를 가로채고, 왕은 헤베와 이피클레스의 약혼을 발표한다. 헤라클레스는 이집트 원정대로 보내지고, 어머니 알크메네로부터 자신의 출생의 비밀과 진짜 이름이 헤라클레스임을 듣게 된다.
이집트에서 헤라클레스는 암피트리온의 암살 시도에서 살아남아 소티리스와 함께 노예로 팔려 검투사로 활약한다. 그는 뛰어난 실력으로 연승을 거두고, 이에 감명받은 군인들은 암피트리온의 폭정에 맞서 헤라클레스와 소티리스의 편에 서서 반란을 일으킨다. 한편, 알크메네와 헤베는 헤라클레스가 죽었다고 생각한다. 알크메네가 신에게 도움을 청하려 하자, 암피트리온은 그녀의 정체를 알고 헤라클레스가 자신을 몰아낼 운명임을 알게 된다. 암피트리온은 알크메네를 살해하고 자살로 위장한다. 이피클레스는 소티리스의 아들을 협박해 헤라클레스를 찾고, 헤라클레스가 알키데스임을 알게 된다. 헤라클레스는 고문당하고, 이피클레스가 알크메네의 충실한 조언자 키론을 살해하는 모습을 목격한다. 격분한 헤라클레스는 제우스에게 힘을 구하고, 쇠사슬을 끊고 도망쳐 암피트리온의 군대에 맞서 싸운다.
헤라클레스와 소티리스는 군대를 모아 암피트리온의 궁궐을 습격한다. 암피트리온의 군인들은 헤라클레스에게 합류하고, 용병들과 싸운다. 헤라클레스는 아버지 제우스의 힘이 깃든 검으로 용병들을 물리치고, 암피트리온과 대결한다. 헤라클레스는 암피트리온을 거의 제압하지만, 이피클레스가 헤베를 인질로 잡자 망설인다. 이때 헤베는 스스로 어깨에 칼을 꽂아 이피클레스를 죽게 만든다. 헤라클레스는 어머니의 복수를 하고 암피트리온을 죽인다. 헤베는 의식을 잃고 쓰러지고, 거의 일 년 후 헤라클레스와 헤베의 아기가 태어난다. 헤라클레스는 자신의 왕국을 지켜보며 운명을 다한다.

## 배역

### 주연
- 켈런 러츠 - 헤라클레스/알키데스

### 조연
- 가이아 와이스 - 헤베ㅡ크레타 공주
- 스콧 애드킨스 - 암피트리온
- 록산느 맥키 - 알크메네
- 리엄 개리건 - 이피클레스
- 리엄 매킨타이어 - 소티리스
- 조너선 셱 - 타랙
- 라데 셰르베지야 - 케이론
- 루크 뉴베리 - 아가멤논
- 케네스 크랜햄 - 루시우스
- 사라이 기바티 - 사피라
- 스펜서 와일딩 - 훔바바
- 머라이어 게일 - 카키아
- 니콜라이 소티로브 - 탈라스 왕
- 레니 할린 - 라이너스

### 그 외 출연진
- 바샤 라할 - 대대장 1
- 블라도 미하일로브 - 대대장 2
- 라도슬라프 파바노브 - 하프페이스 /챔피온 3
- 디미터 도이치노브 - 가레누스 왕/챔피온 1
- 키토다 토도로브 - 결투 아나운서
- 스테판 슈터레브 - 기획자
- 보리스 팬킨 - 사제
- 릭 유드 - 키잡이
- 보로슬라프 일리에브 - 군인
- 레이초 바실브 - 챔피온 5
- 야보르 바하로프 - 시민
- 리처드 레이드 - 궁수